# Valea Râmnicului
Valea Râmnicului est une commune du județ de Buzău en Roumanie.